# Aulacolambrus hoplonotus
Aulacolambrus hoplonotus är en kräftdjursart som först beskrevs av Adams och White 1849.  Aulacolambrus hoplonotus ingår i släktet Aulacolambrus och familjen Parthenopidae. Inga underarter finns listade i Catalogue of Life.